# Richard Friedenberg
Richard Friedenberg (Contea di Westchester, ...) è un regista, sceneggiatore e produttore cinematografico statunitense.

## Biografia
Ha scritto la sceneggiatura di In mezzo scorre il fiume (1992), con Brad Pitt, che gli è valso una nomination ai premi Oscar, e la sceneggiatura del film per la televisione La promessa (1986), con James Garner e James Woods, per il quale ha vinto un Emmy Award. Ha scritto anche la sceneggiatura di Scelta d'amore - La storia di Hilary e Victor con Julia Roberts.

## Filmografia
- La montagna di Jacob Fremont (Frontier Fremont) (1975)
- Il cacciatore di cervi (The Deerslayer) – film TV (1978)
- Scelta d'amore - La storia di Hilary e Victor, regia di Joel Schumacher (1991)
- In mezzo scorre il fiume (A River Runs Through It), regia di Robert Redford (1992)
- The Education of Little Tree (1997)
- L'estate della nostra vita (Twelve Mile Road) - film TV (2003)
- Il diario di Suzanne per Nicholas (Suzanne's Diary for Nicholas) - film TV (2005)
- Unbroken - La via della redenzione (Unbroken: Path To Redemption), regia di Harold Cronk (2017)